# Kærlighedens Gudinde
Kærlighedens Gudinde (originaltitel Cytherea) er en amerikansk stumfilm fra 1924 af George Fitzmaurice.

## Medvirkende
- Irene Rich som Fanny Randon
- Lewis Stone som Lee Randon
- Norman Kerry som Peyton Morris
- Betty Bouton som Claire Morris
- Alma Rubens som Savina Grove
- Charles Wellesley som William Grove
- Constance Bennett som Annette Sherman
- Peaches Jackson
- Mickey Moore